# Ernesta Di Capua
Ernesta Di Capua (Roma, 26 de juliol 1875 – Auschwitz, 23 d’octubre 1943) va ser una botànica, taxònoma i exploradora italiana d’origen jueu, víctima de l'Holocaust.
Filla d’Abramo Alberto Di Capua i Emilia Di Capua, va tenir un germà (Angelo) i cinc germanes (Pia, Clotilde, Gilda, Rosa i Elvira). El 16 d’octubre de 1943 els set van ser detinguts, amb altres membres de la família i dos dies després van ser deportats al camp d’extermini d’Auschwitz, on cap d’ells va sobreviure.
Di Capua va participar en l’estudi de la flora d'Eritrea, que aleshores era una colònia italiana, i hi va descriure algunes espècies. Va participar en la publicació de la Flora della Colonia Eritrea, obra en què van participar també altres tres botàniques: Riccarda Almagia, Beatrice Armari i Eva Boselli. Era un projecte ambiciós dirigit per Pietro Romualdo Pirotta, catedràtic de Botànica de la Universitat de Roma, i en principi havia de constar de tres parts; finalment, però, només van aparèixer tres capítols de la primera part, que es van publicar entre 1903 i 1908 a l’Anuari del Jardí Botànic de Roma.
L'abreviació «Di Capua» darrera del nom científic d'una planta indica que va ser descrita i classificada per Ernesta Di Capua.
El botànic Emilio Chiovenda va dedicar-li el 1912 una espècie: Spathulopetalum dicapuae Chiov. (ara Caralluma dicapuae [Chiov.] Chiov.)